# Elongated Man
Elongated Man (in der deutschen Übersetzung Elastoman) ist der Titel einer Reihe von Comicveröffentlichungen, die der US-amerikanische Verlag DC-Comics seit 1960 herausgibt.
Die Elongated-Man-Comics waren in der Vergangenheit genremäßig meist eine Mischung aus Science-Fiction- und Detektiv-Geschichten. Charakteristisch für die Reihe war zudem meist eine gehörige Portion Humor in Hinsicht auf ihren Inhalt und ihren Erzählstil.

## Veröffentlichungsdaten
Die Idee für Elongated Man geht auf Julius Schwartz, einen leitenden Redakteur bei DC-Comics in den 1950er und 1960er Jahren, zurück. Schwartz hatte den Einfall eines „lustigen Superheldencomics“, in dessen Mittelpunkt ein Charakter mit der – für „optische Witze“ als besonders geeignet angesehenen – Fähigkeit stehen sollte, seinen Körper nach Belieben dehnen und verformen zu können.
Als Vorbild für die zu entwickelnde neue Figur schwebte Schwartz dabei der in den 1950er Jahren vom Verlag Whiz Comics publizierte Superhelden-Charakter Plastic Man vor. Da Schwartz sich nicht bewusst war, dass DC seit dem Ankauf des Konkurs gegangenen Whiz-Verlages 1956 die Rechte an Plastic Man hielt, beauftragte er den Autor John Broome und den Zeichner Carmine Infantino damit, seine Idee zu präzisieren und einen neuen Charakter zu entwickeln, den sie „Elongated Man“ nannten. Schwartz gab später an, dass, wenn er 1959/1960 gewusst hätte, dass DC die Rechte an Plastic Man besaß, er einfach auf diesen Charakter zurückgegriffen hätte, anstatt eine neue Figur zu schaffen.
Nachdem Broome und Infantino ihr Konzept für den „Gummi-Mann“ ausgearbeitet hatten, wurde dieser in Ausgabe #112 der Serie The Flash vorgestellt, und der Elongated Man bekam „Backup-Stories“ im hinteren Teil der Serie (beginnend mit Ausgabe #112). Die Geschichten um den „Detektiv aus Gummi“ stießen auf ein sehr wohlwollendes Echo bei Lesern und Kritikern. So wurde der Elongated-Man-Charakter 1961 mit dem Alley Award, einem wichtigen amerikanischen Comicpreis, in der Kategorie „Beste Nebenfigur“, prämiert.
1964 wechselten diese Backup-Stories in die Serie Detective Comics über und hatten dort eine knapp fünfjährige Laufzeit (in den Ausgaben #327–383). Zeichner Carmine Infantino blieb der Figur bis #367 treu, danach gab es wechselnde Zeichner (Gil Kane, Neal Adams, Mike Sekowsky, Murphy Anderson und Sid Greene).
In den 1970er Jahren folgten weitere sporadische Verwendungen des Stoffes als Backup-Feature in der Serie Detective Comics, bevor der Charakter dann 1973 in die Serie Justice League of America (Vol. 1) eingefügt wurde und dieser in #105 als festes Mitglied beitrat.
Einen Höhepunkt in der Karriere der Figur bildete 1987 die Jubiläumsausgabe Detective Comics #572 (der 500. Auftritt Batmans seit seinem Debüt in #27). Darin lösen Elongated Man, Batman, Slam Bradley und Sherlock Holmes (bzw. ein optisches Double) als die „größten Detektive der Welt“ (bzw. des DC-Universums) zur Feier des Anlasses in einer überlangen von Mike W. Barr verfassten Geschichte gemeinsam einen verzwickten Kriminalfall.
In den 1990er Jahren folgten eine vierteilige Miniserie (1992) sowie einige Gastauftritte.

## Handlung und Hauptfigur
Im Mittelpunkt von Elongated Man steht der joviale Privatdetektiv Randolph William „Ralph“ Dibny. Dibny, einem überaus dünn und schlaksig gewachsenen Mann, werden in seiner Debütgeschichte zwei Wünsche zugeschrieben, die er bereits als Jugendlicher gehabt habe: Das Bedürfnis, im Mittelpunkt zu stehen – und eine damit einhergehende Neigung zur Effekthascherei und zur „Showmanship“ – sowie seine Bewunderung für Kontorsionisten, Artisten mit der Gabe, ihre Körper in extremer Weise verbiegen und verrenken zu können.
Bei seinem Bestreben, das Geheimnis der biegsamen Menschen zu ergründen, entdeckt Dibny schließlich, dass ihnen allen der Konsum eines Wundergetränks namens „Gingold“ gemeinsam ist. Als Student widmet Dibny sich vor allem der Chemie, so dass er schließlich ein Superkonzentrat der „Gingo“-Frucht (aus der Gingold gewonnen wird) entwickeln kann. Durch die Einnahme dieses Konzentrats gewinnt Dibny schließlich die ersehnte Fähigkeit, seinen Körper nach Art der Kontorsionisten zu verformen – nur in extremer Weise: Sein gesamter Körper besitzt fortan eine Beschaffenheit wie Gummi, die es ihm ermöglicht, ihn zu dehnen und zu stauchen, in die Länge zu ziehen, extrem aufzublähen oder abzuflachen, zu verdünnen und verdicken, in Spiralen zu winden, oder die Form und Gestalt anderer Dinge nachzuahmen und Ähnliches mehr. So kann er seinen ganzen Körper oder Teile desselben Meter lang ziehen, andere Menschen mit seinen Armen wie mit einem Seil einschnüren usw. Zudem verfügt sein Körper über erhöhte Widerstandsfähigkeit gegen physische Gewalt, Hitze und Kälteeinwirkungen und dergleichen mehr.
Dibny nutzt seine neugewonnenen Fähigkeiten zunächst, um – zusammen mit seiner Ehefrau Sue Dibny – als Privatdetektiv zu arbeiten. Zusammen legen die beiden allerlei windigen Gestalten das Handwerk. Bemerkenswert ist dabei, dass beide relativ früh heiraten (in Superheldencomics, in denen die Beziehung zwischen dem Helden und seiner love interest meist bei einem ewigen Flirten belassen wird, bis in die 1990er Jahre eine Rarität) und dass der Elongated Man seine Identität als Ralph Dibny nicht geheim hält – also nicht über die für das Superheldengenre beinahe obligatorische Geheimidentität verfügt.
Während Elongated Man bis in die 1990er Jahre eindeutig ein Spaß-Charakter war, dessen Geschichten stets einen heiter-unbeschwerten Geist atmeten (man beachte, beide bei DC: einerseits – mit einem Augenzwinkern – The Man of Rubber, andererseits – eher 'ernst angelegt' – The Man of Steel (Superman)), schlagen die Geschichten um den „Mann aus Gummi“ in der jüngeren Zeit einen deutlich düsteren Ton ein: So wird Sue, die kurz davor steht, ihrem Mann ihre Schwangerschaft zu eröffnen, in der Serie Identity Crisis von der geisteskranken Jean Lorning erschossen und später von ihrem Mann mit Hilfe eines magischen Artefakts als Geist wiederbelebt. Da Ralph Dibny selbst in der Zwischenzeit von einem dämonischen Wesen namens Neron getötet wird und seither selbst als Astralwesen auf der Erde umherwandelt, führen beide seither ein Dasein als ein Geisterpärchen, das in seiner neuen Inkarnationsform paranormale Vorkommnisse untersucht.

## Adaptionen
Adaptionen des Elongated-Man-Stoffes in anderen Medien gab es bislang lediglich im Fernsehen. Dort wurde die Figur als eine von mehreren Charakteren in einigen Folgen der Zeichentrickserie Justice League Unlimited (US-Synchronstimme: Jeremy Piven) verwendet sowie ab der 4. Staffel der TV-Serie The Flash (gespielt von Hartley Sawyer).